# エイダン・モーガン
エイダン・モーガン（Aidan Morgan、2001年6月7日 - ）は、ニュージーランド出身のラグビーユニオン選手。ジャパンラグビーリーグワンのトヨタヴェルブリッツに所属している。

## 経歴
オークランドのキングス・カレッジ（高校）では、1軍（1st XV）の主力選手として活躍。U20ニュージーランド代表にも選ばれた。
2020年からウェリントン・ライオンズに加入し、2021年からバニングスNPC（ニュージーランド州代表選手権）に出場する。
2022年、ハリケーンズのメンバーに選出され、スーパーラグビーに出場。
祖父が北アイルランドのベルファスト生まれという縁もあり、2024年にアイルランドのアルスターに2年契約で加入。 しかしチーム内のスタンドオフ先発出場争いに敗れ、1シーズンで退団した。
2025年8月、ジャパンラグビーリーグワンのトヨタヴェルブリッツに加入。